# Stomatium ryderae
Stomatium ryderae är en isörtsväxtart som beskrevs av L. Bol. Stomatium ryderae ingår i släktet Stomatium och familjen isörtsväxter. Inga underarter finns listade i Catalogue of Life.